# 郭波
郭波（1494年—？），字澄卿，號方岩，福建福州府閩縣人，民籍，明朝政治人物。

## 生平
正德十一年（1516年）丙子科福建鄉試第三十八名舉人。正德十二年（1517年）聯捷丁丑科會試七十九名，廷试三甲一百二十五名進士。户部观政，正德十六年，授長洲縣知縣，在任期間善於調查，為官清平。此後升任工部都水司主事，因得罪苏州织造太监张志聪，诬其沮误织造，被下镇抚司监狱，嘉靖三年（1524年）十二月降任江西布政司照磨。升浙江蕭山縣知县，未任卒。

## 家族
曾祖郭嶽；祖父郭珙，曾任戶部主事；父郭軒，曾任義官。母陳氏；繼母陳氏。具庆下。弟郭湖。